# Satyrus sergis
Satyrus sergis är en fjärilsart som beskrevs av Ugrjumow 1913. Satyrus sergis ingår i släktet Satyrus och familjen praktfjärilar. Inga underarter finns listade.